# DBレギオ

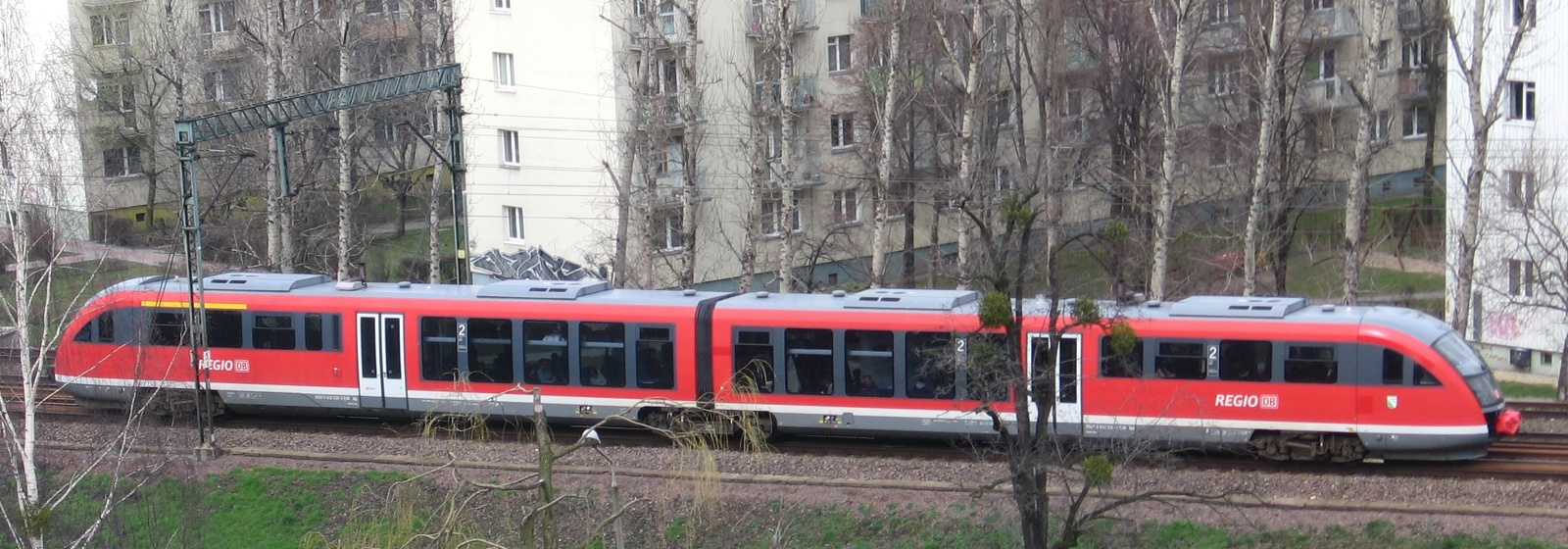
DBレギオの車両 ヴロツワフにて

DBレギオ（DB Regio AG、デーベーレギオ・アーゲー）は、中近距離の旅客列車を運営するドイツ鉄道の子会社である。正式名はDeutsche Bahn Regio AG。
長距離列車を運行するDBフェルンフェルケールとは異なり自らは列車運行を行っていない。運行権や支払いは連邦州などから得ている。連邦州からの提供を受けるために、長距離列車と比べると他の運行会社との競争が激しくなっており、相当数のルートを失っている。若干の連邦州ではDBレギオに10年～15年の運行権を与えているが、独占禁止を唱えるグループからは激しい批判にさらされている。

## 関連記事
- Sバーン
- ベルリンSバーン
- ドレスデンSバーン
- ハンブルクSバーン
- ハノーファーSバーン
- ライプツィヒ-ハレSバーン
- マクデブルクSバーン
- ミュンヘンSバーン
- ニュルンベルクSバーン
- ライン＝マインSバーン（フランクフルト/マインツ/ヴィースバーデン）
- ライン＝ネッカーSバーン（ルートヴィヒスハーフェン/マンハイム/ハイデルベルク/カールスルーエ）
- ライン＝ルールSバーン（ルール地方/ケルン）
- ロストックSバーン
- シュトゥットガルトSバーン